# Бабино (Зав'яловський район)
Ба́бино (рос. Бабино, удм. Ожмос) — село у Зав'яловському районі Удмуртії, Росія.
Знаходиться на обох берегах річки Нечкинка, у місці, де вона утворюється злиттям річок Бабинка (права) та Туганюк (ліва). В місці злиття збудовано став. Також в межах села вже до Нечкинки впадає ліворуч струмок Бісарський, після чого на Нечкинці збудовано ще один став.

## Населення
Населення — 1550 осіб (2010; 1525 в 2002).
Національний склад станом на 2002 рік:
- удмурти — 70 %
- росіяни — 28 %

## Історія
У 1840 році в селі Козьмодем'янське була відкрита перша парафія, а в 1841 році була збудована та освячена Козьмодем'янівська церква. До революції село входило до складу Сарапульського повіту В'ятської губернії. За даними 10-ї ревізії 1859 року в 72 дворах села проживало 529 осіб, працювали сільське училище та 2 млини. При утворенні Вотської АО село увійшло до складу Іжевського повіту, де була утворена Козьмодем'янська сільська рада. В 1929 році село відійшло до Іжевського, а в 1935 році — Малопургинського районів. В 1939 році село увійшло до складу Зав'яловського району Удмуртської АРСР. Указом президії ВР РРФСР від 16 червня 1954 року село було перейменоване в сучасну назву, а сільрада, до якої приєднали також і Ніколо-Бурановську, стала Бабинською.

## Господарство
Головним підприємством села є м'ясокомбінат ТОВ «Бабино-БІС», молочне підприємство ЗАТ «Любава-трейдінг», агрофірми ВАТ «Восточний» АК Бабино та ТОВ «СХП Леон». Від Іжевська до села діє прямий автобусний маршрут.
Серед закладів соціальної сфери діють Бабинська середньо-освітня школа, Бабинський дитсадок, Бабинський культурний комплекс (центральний сільський будинок культури), Бабинська дільнична лікарня (діє з 1957 року і обслуговує 16 навколишніх населених пунктів), бібліотека, філія ветеринарної станції. 1979 року в селі була відкрита ДЮСШ, яка підготувала відомих спортсменів з біатлону — Бектуганов А. А. (чемпіон Європи, двічі чемпіон Всесвітньої універсіади 1999–2001 років, майстер спорту міжнародного класу), Байкова Катерина (чемпіонка Росії серед школярів); з лижних перегонів Байков Л.Л (призер чемпіонату СРСР, майстер спорту).
В школі працює майстер з різьблення по дереву Петро Камашев, який на IV Міжрегіональному та водночас XI республіканському фестивалі паркової скульптури, що проходив 25-30 червня 2012 року в селищі Кез, посів третє місце за роботу «Творчість поета Поскребишева О. О.».
В селі знаходиться Козьмодем'янівська церква, збудована 1841 року і освячена в ім'я Святих Кузьми та Дем'яна.

## Урбаноніми[12]
- вулиці — Будівельна, Джерельна, Зарічна, Кедрова, Кооперативна, Лісова, Малодок'їнська, Миру, Молодіжна, Першотравнева, Пестерєва, Польова, Праці, Садова, Союзна, Ставкова, Центральна